# Гесихий Александрийский

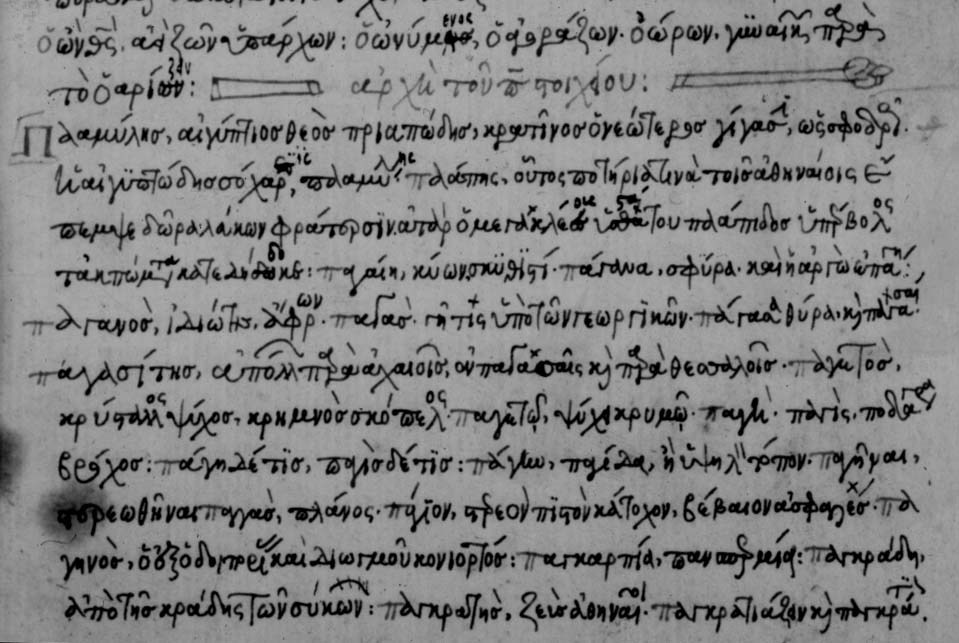
Начало раздела слов на π.

Гесихий (вар.: Гезихий, Исихий) Александрийский (др.-греч. ῾Ησύχιος ὁ Ἀλεξανδρεύς, лат. Hesychius Lexicographus) — греческий филолог и лексикограф V или VI в. н. э. Составил обширный словарь греческого языка и его диалектов.

## Сведения
О жизни известно очень мало: только имя и место рождения, указанные в его работах. Сохранилась единственная рукопись словаря Гесихия, датируемая XV веком. Она состоит из 439 листов размером 19,5 × 29 см. Сильно повреждённая рукопись хранится в библиотеке святого Марка в Венеции.
Словарь называется др.-греч. Συναγωγὴ πασῶν λέξεων κατὰ στοιχεῖον («Собрание всех слов по алфавиту») и содержит около 51 000 статей.

## Издания
Словарь впервые был напечатан в Венеции в 1514 году (переиздавался с небольшими исправлениями в 1520 и 1521). Работа над критическим изданием словаря Гесихия продолжалась более полувека:
1. Hesychii Alexandrini Lexicon, hrsg. von Kurt Latte. Α-Δ. Kopenhagen, 1953.
2. Hesychii Alexandrini Lexicon, hrsg. von Kurt Latte. Ε-Ο. Kopenhagen 1966.
3. Hesychii Alexandrini Lexicon, hrsg. von Peter Allan Hansen. Π-Σ. Berlin: de Gruyter, 2005.
4. Hesychii Alexandrini Lexicon, hrsg. von Peter Allan Hansen. Τ-Ω. Berlin: de Gruyter, 2009.